# Eunidia somaliensis
Eunidia somaliensis är en skalbaggsart som beskrevs av Stefan von Breuning 1948. Eunidia somaliensis ingår i släktet Eunidia och familjen långhorningar.
Artens utbredningsområde är Kenya. Inga underarter finns listade i Catalogue of Life.